# 甲申十同年圖
《甲申十同年圖》是一副中國明朝弘治年間的十位朝廷重臣的群像，作於弘治十六年（1503年）。圖爲絹本，設色，縱高48.5釐米，橫長257釐米。現藏北京故宮博物院。
這十位大臣分別爲：戶部尚書謹身殿大學士李東陽、都察院左都御史戴珊、兵部尚书刘大夏、刑部尚书閔、工部尚书曾鑑、南京戶部尚書王軾、吏部左侍郎焦芳、戶部右侍郎陳清、禮部右侍郎谢铎和工部右侍郎張達。十人均爲英宗天順八年（1464年）甲申科進士，有同年之誼。在中式近四十年之後，十人亦均身居高位，其中李東陽等九人在北京朝中，王軾則在南京任職。弘治十六年三月二十五日，適逢王軾來朝，十人在閔珪宅第聚會，其後特請畫工繪製群像，并各自題詩紀念。
當時，畫作總共繪製了十份，藏於各家。現僅存孤本，爲閔家所留，清嘉慶年間由法式善獲得，流傳至今。畫作人物栩栩如生，景物简练有序，具有很高的藝術和歷史價值。

## 背景
明朝士大夫階層，盛行雅集宴飲，詩文唱和。“雅集”源於唐朝“香山九老”的聚會。唐武宗時，詩人白居易晚年在故里香山（今河南洛陽龍門山以東）與胡杲、吉旼、鄭據、劉真、盧真、張渾、狄兼謨、廬貞八位耆老燕集，有仰慕者繪成《九老圖》，成爲千古美談，後人多有效仿。宋仁宗時，重臣杜衍致仕後在睢陽閒居，與王涣、毕世长、冯平、朱贯四位故官優遊宴飲，當地人作有《睢陽五老圖》，亦聞名海內。 此類雅集活动深受文人士大夫追慕，并成爲常见的繪畫題材。而明朝官員的雅集，又与前代雅集參與者多為致仕官員或山野名士略有不同，除追慕前賢之外，更常有彰顯自身地位和讚美“盛世明君”的目的。
另外，科舉制度確立之後，在鄉試、會試等同榜題名者均可稱「同年」，「同年之誼」是官場重要的關係紐帶之一。明孝宗弘治年間，朝廷任用賢能，李東陽等十位甲申科同年進士，歷經四十年宦海沉浮，分別在朝廷最高權力機關——六部和都察院擔任要職。其中，最年長之閔年已七十有四（虛歲），最年輕之李東陽也已五十有七。 甲申十同年聚會與《十同年图》，即是對雅集和雅集圖的繼承和發揚。正如李東陽在《圖序》中所言：“唐九老之在香山，宋五老之在睢阳，歌诗燕会皆出于休退之后。今吾十人者皆有国事吏责，故其诗于和平优裕之间，犹有思职勤事之意。”

## 形制和內容
《甲申十同年圖》，共一卷，絹本，設色，縱高48.5釐米，横長257釐米。無款印。
畫面中各大臣的相貌皆為畫工當面寫生，唯有焦芳因奉命離京辦事，特預留畫像以供臨摹。 因此，十人的相貌均爲真實寫照，而畫面佈局、人物位次則是畫工的安排。
畫面共分三曹，自右端卷首起依次爲王軾、焦芳、謝鐸、曾鑑、閔珪、張達、戴珊、陳清、劉大夏、李東陽。十人皆身著官服而坐，表情、姿勢又各有不同，栩栩如生。
- 第一曹（三人）：
  - 王軾：時年六十五，高顴多髯，髯髮半白，袖手而略嚮右側坐；[7]
  - 焦芳：時年六十九，鬍鬚不多，鬢髮斑白，左手握帶，右手扶椅，端肩正坐；[8]
  - 謝鐸：時年六十九，微鬚多鬢，白髮細長，左手扶膝，右手持一書冊，略嚮左側坐；[9]
- 第二曹（四人）：
  - 曾鑑：時年七十，鬍鬚不多，面色發紅，左手握帶，右手扶膝，略嚮右側坐；[10]
  - 閔：時年七十四，虎頭方面，大目高鼻，鬚髯長而微白，左手握帶，右手持牙牌，稍偏左正坐；[11]
  - 張達：時年七十二，鬚髮皆白，面容老皺，雙手握帶，稍偏右正坐；[12]
  - 戴珊：時年六十七，面色發紅，不見長鬚，袖手端肩，正襟危坐；[13]
- 第三曹（三人）：
  - 陳清：時年六十六，紅面略長，雙眉濃黑，鬚髮斑白，略嚮右側坐；[14]
  - 劉大夏：時年六十八，臉面略方而長，鬚髮皆白，左手握帶，右手按膝正坐；[15]
  - 李東陽：時年五十七，臉面略長且消瘦，鬍髭數根，左手扶膝，右手持書卷，略嚮左側坐。[16]

畫面背景以梧桐、蒼松、修竹、芭蕉及洞石襯托，象徵人物的高潔情操和高雅情致，其间還穿插小童七名以及几案、書冊、酒具等。畫面简练有序，未作过多渲染，使朝廷高官之顯赫地位得到突出，體現了畫作的宗旨。
卷後，有李東陽所書《甲申十同年圖詩序》，钤白文“宾之”、朱文“大学士章”印各一方，并有十位官員的唱和詩。詩皆爲七律，各人或一首、或两首，惟李東陽作三首，共計十八首，皆爲本人親書。卷尾還有聚会次年謝鐸所作之《書十同年圖後》，嘉靖十八年（1539年）劉栋書於之《书庄懿公同年燕会卷后》、隆慶三年（1569年）王世貞題跋、明亡后閔珪玄孙閔声所書之《甲申十同年图卷后跋》、清康熙二十七年（1688年）閔氏裔甥沈三曾所作之圖考、沈涵之七言長詩以及民国二十年（1931年）譚澤闓之題跋。

## 人物
王世貞在《甲申十同年圖》題跋中指出，明朝人才之盛，莫過於孝宗朝，而孝宗朝大臣中又以甲申科進士最爲人稱道。圖中的十位官員，除焦芳因在武宗正德初年依附宦官劉瑾而被列入閹黨之外，其餘九人均有清正美名。十人生平如下：
- 王軾（1439年－1506年），字用敬，湖廣公安（今屬湖北省）人。天順八年（1464年）三甲進士，授大理寺評事。歷官四川按察副使、按察使，南京右佥都御史，右副都御史、贵州巡撫等。入為大理寺卿，遷任南京戶部尚書。正德元年（1506年）加太子太保致仕。卒贈太保，諡襄敏。[18]

- 焦芳（1435年－1517年），字孟陽，河南泌陽人。天順八年二甲進士，選翰林院庶吉士，授編修。歷官霍州知府、四川提學副使、南京右通政、禮部右侍郎等。正德元年（1506年）陞吏部尚書兼文淵閣大學士，加太子太保。因依附劉瑾，晋少師兼太子太師華蓋殿大學士，後失勢去職。[19]

- 謝鐸（1435年－1510年），字鸣治，號方石，浙江太平（今温岭）人。天順八年二甲進士，選翰林院庶吉士，授編修。官至禮部右侍郎，掌國子監祭酒事。卒贈禮部尚書，諡文肅。[20]

- 曾鑑（1434年－1507年），字克明，湖廣桂陽（今湖南汝城）人，以戍籍居京師。天順八年三甲進士，授刑部主事。歷官工部督造、通政司右通政、工部右侍郎等。弘治十三年（1500年）升任工部尚書。卒贈太子太保。[21]

- 閔（1430年－1511年），字朝瑛，浙江乌程（今吳興）人。天順八年二甲進士，授御史。歷官江西副使、廣東按察使、右副都御史、刑部右侍郎、右都御史，兩廣總督等。弘治七年（1494年）迁南京刑部尚書，升左都御史，加太子少保。弘治十三年（1500年）任刑部尚書，後加太子太保。卒贈太保，諡莊懿。[22]

- 張達（1432年－1505年），字時達，江西泰和人。天順八年三甲第一名進士，授工部都水司主事。歷官屯田司郎中、应天府丞、南京鸿胪寺卿、南京光禄寺卿等。弘治十三年（1500年）升任工部右侍郎。[23]

- 戴珊（1437年－1505年），字廷珍，江西浮梁（今景德镇）人。天顺八年三甲进士，授御史。歷官陝西副使、浙江按察使、福建布政使、刑部侍郎、南京刑部尚书等。弘治十三年（1500年）任左都御史。卒赠太子太保，諡恭简。[24]

- 陳清（1438年－1521年），字廉夫，山東益都人。天順八年二甲進士，授戶部主事，歷陞戶部右侍郎。正德元年（1506年）任南京工部尚書。後因忤逆劉瑾，被劉瑾矯詔勒令致仕。[25]

- 劉大夏（1436年－1516年），字時雍，號東山，湖廣華容（今屬湖南省）人。天順八年三甲進士，授兵部主事，迁郎中。弘治十四年（1501年）任兵部尚書。正德元年（1506年）乞歸。卒贈太保，諡忠宣。[26]

- 李東陽（1447年－1516年），字賓之，號西涯，湖廣茶陵（今屬湖南省）人，以戍籍居京師。天順八年二甲第一名進士，選翰林院庶吉士，授編修，歷升侍講、侍講學士、禮部右侍郎兼侍讀學士等。弘治八年（1495年）兼文渊阁大学士，後進太子太保、禮部尚書兼文渊阁大学士，正德年間官至內閣首辅，卒贈太師，諡文正。[27]

## 價值
《甲申十同年圖》，畫面佈局合理，人物刻畫生動，是不可多得的佳作。圖卷保存了十位明朝重臣的相貌和墨蹟，對研究相關人物以及明中葉文士生活、官員服飾也具有重要的歷史價值。明孝宗在位期間，朝廷多正直之士，官場亦較為清明。而武宗以後，明朝由盛轉衰，此種情景再不復見。十位大臣於畫面上所展示的威嚴持重、儒雅從容的儀態，於詩文中所體現的胸無芥蒂、忠君報國的情懷，儼然是孝宗朝修明政治的生動寫真，也成為明朝繁盛時期的最終見證。